# Smålands äntergastars regemente
Smålands äntergastars regemente var ett indelt marinregemente som år 1717 bildades av Tjust, Östgöta och Smålandskompanierna. Äntergastregementets huvudsakliga uppgift var att äntra fiendens fartyg.